# Gustav Lindh
Gustav Lindh, född den 4 juni 1995 i Västerås, är en svensk skådespelare.

## Biografi
Mellan 13 och 18 års ålder var Gustav Lindh med i Amfora Produktion som är en musikalteater för ungdomar i Västerås. Han studerade på Teaterhögskolan i Malmö mellan åren 2014 och 2017. 2015 spelade han rollen som Elias Malmgren i långfilmen Cirkeln samt Jörgen Olsson i SVT-serien Jordskott. År 2019 gjorde han rollen som Gustav i dansksvenska dramat Hjärter Dam av May el-Toukhy.  2021 utsågs han till Shooting Star vid Berlins filmfestival. År 2024 spelade Lindh rollen som den rike och otrevlige Xavier Lindt i den brittiska dramaserien Industry.

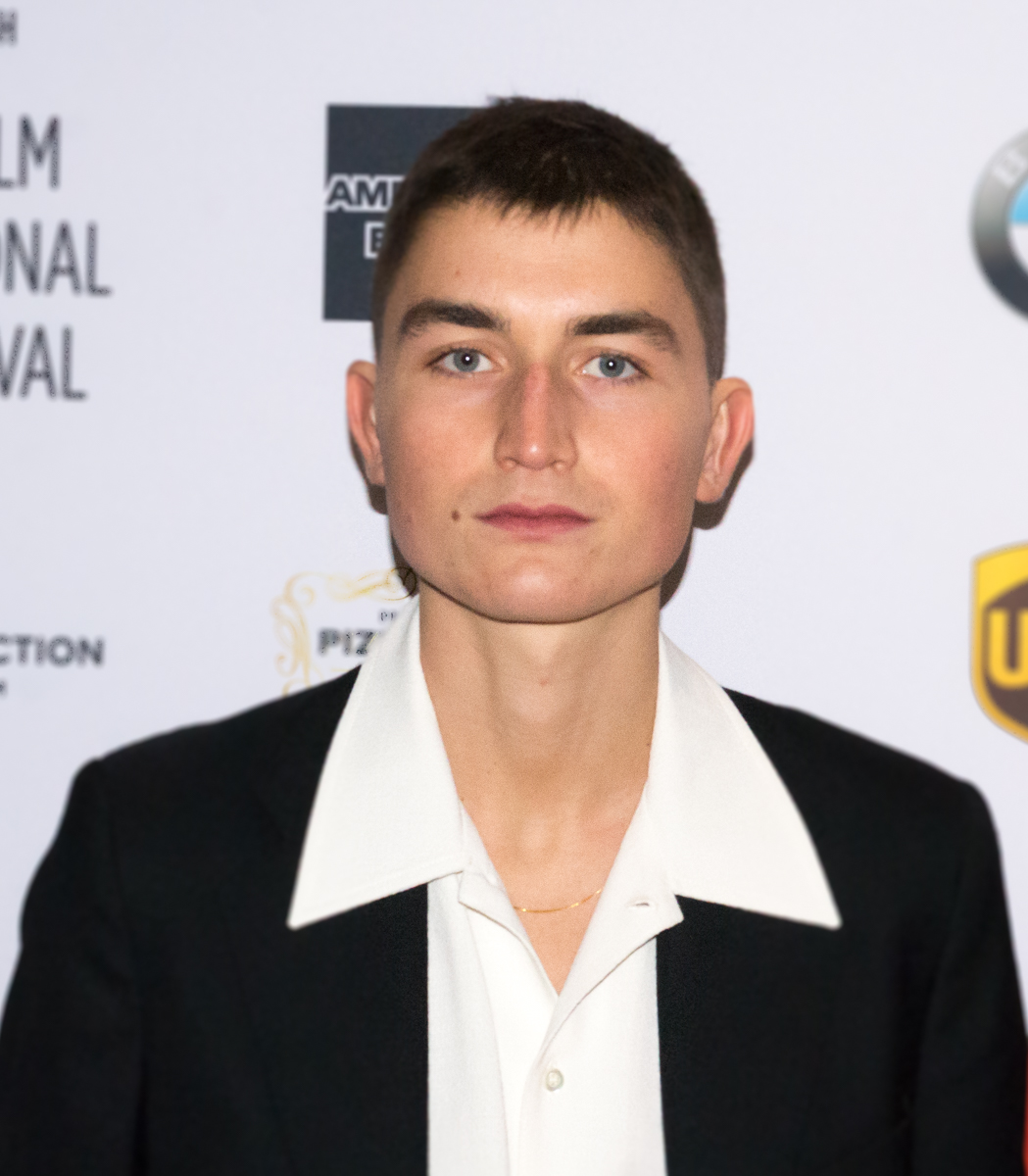
Gustav Lindh inför prisutdelningen på Stockholms filmfestival 2018.

## Filmografi (i urval)
- 2015 – Cirkeln
- 2016–2017 – Jordskott (TV-serie)
- 2016 – Beck – Steinar
- 2016 – Springfloden
- 2017 – Vilken jävla cirkus
- 2018 – Maria Wern – Viskningar i vinden (TV-serie)
- 2018 – Sthlm Rekviem (TV-serie)
- 2018 – De dagar som blommorna blommar (TV-serie)
- 2019–2021 – Älska mig (TV-serie)
- 2019 – Hjärter dam
- 2020- Rättfärdighetens ryttare
- 2020 – Top Dog (TV-serie)
- 2020 – Björnstad (TV-serie)
- 2020 – Orca
- 2022 – Mörkt hjärta (TV-serie)
- 2022 – The Northman
- 2022 – Diorama
- 2022 – Bränn alla mina brev
- 2025 – Trolösa (TV-serie)
- 2024 – Industry (TV-serie)

## Teater

### Roller (ej komplett)
| År   | Roll                          | Produktion                                                                                  | Regi             | Teater              |
| ---- | ----------------------------- | ------------------------------------------------------------------------------------------- | ---------------- | ------------------- |
| 2016 |                               | Den goda människan i Sezuan (Der gute Mensch von Sezuan) Bertolt Brecht                     | Sunil Munshi     | Uppsala stadsteater |
| 2017 | Karl ”Skorpan” Lejonhjärta    | Bröderna Lejonhjärta Astrid Lindgren                                                        | Ronny Danielsson | Uppsala stadsteater |
| 2022 | Rodion Romanovitj Raskolnikov | Brott och straff (Преступление и наказание, Prestuplenije i nakazanije) Fjodor Dostojevskij | Oliver Frljić    | Dramaten            |